# Fabrice Hergott
Fabrice Hergott (* 1961 in Sarreguemines) ist ein französischer Kunsthistoriker, Museumsdirektor, Kurator und Autor kunsthistorischer Schriften.

## Leben
Fabrice Hergott wuchs im französisch-deutschen Grenzgebiet im lothringischen Saargemünd zweisprachig auf. Er studierte, obwohl er sich zunächst für das Fach Ägyptologie einschrieb, Kunstgeschichte an der Universität Straßburg.

## Museumslaufbahn
Stationen seiner Museumslaufbahn waren von 1985 bis 1995 als Kurator für zeitgenössische Kunst am Centre Georges Pompidou sowie seine Tätigkeit am Musée d’Art Moderne de Saint-Ètienne und die Leitung des „Maison de la Culture de Saint-Étienne“, die er für zwei Jahre innehatte.
In dieser Zeit kuratierte er bzw. fielen in seine Verantwortung Ausstellungen wie 1992 mit Georges Rouault, 1994 mit Joseph Beuys und 1996 mit Francis Bacon.
Hervorzuheben sind seine Kuratierungen zu neuer und neuerer deutschen Kunst. Er suchte unter den französischen Künstlern das Pendant für die damals als kraftvoll angesehenen deutschen Künstler zu finden. So veranstaltete er bereits 1987 im Centre Pompidou die Ausstellung „Vincent Corpet, Marc Desgrandchamps, Pierre Moignard“.
Von 2000 bis 2006 übernahm er die Leitung der „Musées de Strasbourg“ und des Musée d’Art Moderne et Contemporain de Strasbourg (MAMCS).
Beachtete Ausstellungen waren unter seiner Leitung u. a. im Jahr 2003 „Hyperréalismes USA 1965–1975“ (Kuratoren Jean-Claude Lebensztejn und Patrick Javault), oder 2005 die beiden Ausstellungen „Arthur Cravan, 1887–1918“ (Kurator: Emmanuel Guigon) und „Xavier Veilhan : Le plein emploi“.
Im Jahr 2006 wurde er vom damaligen Pariser Bürgermeister Bertrand Delanoë zum neuen Direktor des Musée d’Art Moderne de la Ville de Paris im Palais de Tokyo ernannt in Nachfolge von Suzanne Pagé, die dieses Amt seit 1988 bekleidet hatte.
Hergott ist Autor und Co-Autor zahlreicher kunsthistorischer Schriften und Beiträge vor allem für Kunstkataloge zeitgenössischer Künstler.
In seine Amtszeit fällt der Kunstdiebstahl des Jahres 2010.

## Schriften (Auswahl)
- Fabrice Hergott: Rouault. Aus dem Französischen übertragen von Karin Boden. Bongers, Recklinghausen 1993, ISBN 3-7647-0442-X
- Fabrice Hergott (Hrsg.): Joseph Beuys : films et vidéos. Edition du Centre Pompidou, Paris 1994, ISBN 2-85850-773-2. (Ausstellungskatalog: Centre Georges Pompidou, 6. Juli bis 3. Oktober 1994. Organisator: Kunsthaus Zürich. Filmografie S. 73–79).
- Burkhard Riemschneider (Hrsg.), Roberto Ohrt (Beiträger), Fabrice Hergott (Beiträger): Albert Oehlen. Taschen, Köln 1995, ISBN 3-8228-8930-X.
- Fabrice Hergott: Baselitz. Cercle d’Art, Paris 1996, ISBN 2-7022-0470-8 (Repères contemporains).
- Fabrice Hergott (Hrsg.): Francis Bacon. Centre Georges Pompidou, Paris 1996, ISBN 2-85850-881-X. (Ausstellungskatalog: Paris, Centre national d'art et de culture Georges Pompidou, 27. Juni bis 14. Oktober 1996; München, Haus der Kunst, 4. November 1996 – 31. Januar 1997).
- Werner Spies (Hrsg.), Fabrice Hergott (Beiträger): Max Ernst – Skulpturen, Häuser, Landschaften. DuMont, Köln 1998, ISBN 3-7701-4164-4. (Ausstellung im Musée National d’Art Moderne/Centre Georges Pompidou, Paris, 5. Mai bis 27. Juli 1998, und in der Kunstsammlung Nordrhein-Westfalen, Düsseldorf, 5. September bis 29. November 1998).
- Götz Adriani (Hrsg.), Fabrice Hergott (Hrsg.): Kandinsky : Hauptwerke aus dem Centre Georges Pompidou Paris. Kunsthalle Tübingen, 2. April bis 27. Juni 1999. DuMont, Köln 1999, ISBN 3-7701-4991-2.
- Fabrice Hergott: Max Kaminski. Wienand, Köln 2003, ISBN 3-87909-636-8.
- Fabrice Hergott (Vorwort): John Heartfield, 1891–1968. Edition des Musées de Strasbourg, Strasbourg 2006, ISBN 2-35125-032-X . (Ausstellungskatalog: John Heartfield. Photomontages politiques 1930–1938, Musée d’art moderne et contemporain de Strasbourg, 7. April – 23. Juli 2006. Kuratoren: Emmanuel Guigon, Franck Knoery).